# Östgötalagen
Östgötalagen o Ley de los Godos del Este fue uno de los códices de leyes más antiguos de Suecia, vinculado a la antigua tradición oral de los lagman y vigente principalmente en Östergötland, además de Kinda, Ydre, Vedbo, Tjust (y sus pequeñas dependencias) y Öland, que citaban las leyes en la asamblea local llamada Lionga thing, y que se celebraba en Linköping. Los primeros registros datan de finales del siglo XIII; tuvo su equivalente en Västergötland con la ley de los Godos del Oeste, aunque ambos son presuntamente mucho más antiguos, pues hay registros de la existencia de al menos dos códices escritos, hoy perdidos.